# デレク・デ・リント
デレク・デ・リント（Derek de Lint, 本名：Dick Hein de Lint、1950年7月17日 - ）は、オランダの俳優。デン・ハーグ出身。
オランダを始め、ヨーロッパ各国やハリウッドの映画・テレビドラマに出演、1986年に主演した映画『追想のかなた』が第59回アカデミー外国語映画賞と第44回ゴールデングローブ賞 外国語映画賞を受賞したことで注目される。テレビドラマ『ポルターガイスト レガシー』では主演をつとめた。

## 主な出演作品
- バロッコ Barocco (1976)
- 女王陛下の戦士 Soldaat van Oranje (1977)
- ラッキー・スター The Lucky Star (1980)
- 魔性の女スパイ Mata Hari (1985)
- 追想のかなた De aanslag (1986)
- マスカラ Mascara (1987)
- 吐息 Dagboek van een oude dwaas  (1987)
- スリーメン&ベビー Three Men and a Baby (1987)
- 存在の耐えられない軽さ The Unbearable Lightness of Being (1988)
- 大脱走2 The Great Escape II: The Untold Story (1988) テレビ映画
- チャイナ・ビーチ China Beach (1989-1990) テレビドラマ
- 少女アンジー/追いつめられて Angie (1993)
- リメンバー～危険な愛の追憶 Remember (1993) テレビ映画
- 時計台の騎馬像 The Little Riders (1996) テレビ映画
- ポルターガイスト レガシー Poltergeist: The Legacy (1996-1999) テレビドラマ
- ディープ・インパクト Deep Impact (1998)
- 新アウターリミッツ The Outer Limits (1999-2000) テレビドラマ
- ミッションブルー Soul Assassin (2001)
- スーパーファイアー Superstition (2001)
- トムとトーマス Tom & Thomas (2002)
- エイリアス Alias (2002) テレビドラマ
- INTO THE WEST イントゥー・ザ・ウエスト Into the West (2005) ミニシリーズ
- ストレンジャー・コール When a Stranger Calls (2006)
- ブラックブック Zwartboek (2006)
- 法医学捜査班 silent witness Silent Witness (2011) テレビドラマ
- エンド・オブ・ザ・オーシャン 北極海と勇者の冒険 Nova Zembla (2011)
- ペインレス Insensibles (2012)
- マックスとヘラジカの大冒険 クリスマスを救え Midden in De Winternacht (2013)
- 提督の艦隊 Michiel de Ruyter (2015)
- The White King (2016)
- Redbad (2018)